# Las campanas (Rajmáninov)
Las campanas (en ruso: Колокола, Kolokola), Op. 35, es una sinfonía coral por Serguéi Rajmáninov, escrita en 1913.  La letra proviene del poema Las campanas de Edgar Allan Poe, traducido con gran libertad al ruso por el poeta simbolista Konstantín Balmont. El canto llano Dies Irae se emplea con frecuencia a lo largo de la obra. Fue una de las dos composiciones favoritas de Rajmáninov, junto con Las vísperas, y es considerada por algunos como su mejor obra de estilo secular coral. Rajmáninov denominaba indistintamente esta obra como una sinfonía coral y como su Tercera Sinfonía justo después de componerla; sin embargo, escribiría más tarde su Tercera Sinfonía puramente instrumental durante sus años en el exilio.

## Composición
Rajmáninov le escribió a su amigo Morozoff en diciembre de 1906, preguntándole qué tema sería apropiado para una pieza coral tras su Cantata de primavera. No recibió contestación alguna sobre su petición. Sin embargo, mientras estaba de vacaciones en Roma, Italia a principios de 1907, Rajmáninov recibió una carta anónima junto con una copia de la traducción de Las campanas realizada por Balmont. El remitente le instó a que leyera los versos, sugiriéndole que eran apropiados para lo que quería componer y que le parecerían especialmente apropiados (tan confidencial sugerencia resultó ser al mismo tiempo acertada en extremo. Tras la muerte del compositor se pudo saber la identidad del remitente que parece haber sido Mariya Danilova, en ese entonces una joven estudiante de violonchelo del Conservatorio de Moscú).
Rajmáninov no fue el único compositor en sentirse atraído por los versos de Poe. El compositor inglés Joseph Holbrooke ambientó Las campanas en su idioma original para coro y orquesta. Su pieza fue estrenada en Birmingham bajo la dirección de Hans Richter en 1906. Tiempo atrás, en Rusia, Ostroglazoff compuso una ópera de un acto basada en «La máscara de la Muerte Roja» en 1896. Nikolái Cherepnín escribiría un ballet sobre el mismo tema en 1922. Nikolái Miaskovski compuso su poema sinfónico Nuna jamás, basada en «El cuervo», en 1909. Al mismo tiempo que Rajmáninov componía Las campanas, su compatriota Mikhail Gnissen estaba escribiendo El gusano conquistador para tenor y orquesta, basado en la traducción de Balmont de «Ligeia».

## Paralelismos con Chaikovski
Las campanas establece parelismos entre el compositor y su antiguo mentor, Piotr Ilich Chaikovski, tanto la obra como las circunstancias de su composición. Casualmente, Rajmáninov escribió la sinfonía en  Roma, Italia en el mismo escritorio donde Chaikovski solía componer. La composición, al constar de cuatro movimientos que reflejan la vida desde el nacimiento a la muerte, hace suponer que el final sería un movimiento lento. Por varios motivos, es homóloga a la Sinfonía Patética de Chaikovski, así como Das Lied von der Erde de Gustav Mahler. El cuarto movimiento, con su imagen del demoníaco tañedor de campanas, es una referencia a la escena del dormitorio de La dama de picas.
Los cuatro movimientos son los siguientes:
1. Allegro ma non tanto. "Las campanillas plateadas del trineo" en la bemol mayor - con solo de tenor.
2. Lento. "Las melodiosas campanas de boda" en re mayor - con solo de soprano.
3. Presto. "Las fuertes campanas de alarma" en fa menor.
4. Lento Lugubre. "Las lúgubres campanas de hierro" en do sostenido menor - con solo de barítono.